# Michael McDowell
Michael McEachern McDowell (Enterprise, 1º giugno 1950 – Boston, 27 dicembre 1999) è stato uno scrittore e sceneggiatore statunitense.

## Biografia
Nato a Enterprise il 1º giugno 1950, dopo la laurea in inglese ad Harvard ha conseguito un dottorato di ricerca a Brandeis.
Ha iniziato a scrivere da giovane mantenendosi con svariati lavori quali insegnante, critico teatrale e segretario presso il MIT prediligendo, nella scrittura, tascabili economici a tinte horror pieni di colpi di scena.
Autore di circa 25 libri e numerose sceneggiature per la televisione e per il cinema, tra le quali si ricorda la sua partecipazione alla stesura di Beetlejuice - Spiritello porcello e a quella di Nightmare Before Christmas, anche se riguardo a quest'ultima è opportuno sottolineare il suo apporto praticamente nullo. Infatti dopo settimane dall'inizio della produzione venne licenziato per non aver mai iniziato a lavorare alla sceneggiatura, di cui si occuparono in seguito Caroline Thompson, Danny Elfman ed Henry Selick. Morì il 27 dicembre 1999 al Massachusetts General Hospital di Boston all'età di 49 anni per complicazioni dell'AIDS.
Il compagno di McDowell è stato il regista di teatro Laurence Senelick, che ha incontrato nel 1969 quando McDowell era un membro del cast di una sua commedia, Bartholomew Fair. McDowell e Senelick sono rimasti insieme per trenta anni fino alla morte di McDowell.

## Opere

### Serie Blackwater
1. La piena (The Flood, 1983), traduzione di Elena Cantoni, Vicenza, BEAT, 2023, ISBN 979-12-550-2038-7.
2. La diga (The Levee, 1983), traduzione di Elena Cantoni, Vicenza, BEAT, 2023, ISBN 979-12-550-2039-4.
3. La casa (The House, 1983), traduzione di Elena Cantoni,  Vicenza, BEAT, 2023, ISBN 979-12-550-2040-0.
4. La guerra (The War, 1983), traduzione di Elena Cantoni, Vicenza, BEAT, 2023, ISBN 979-12-550-2041-7.
5. La fortuna (The Fortune, 1983), traduzione di Elena Cantoni, Vicenza, BEAT, 2023, ISBN 979-12-550-2042-4.
6. Pioggia (Rain, 1983), traduzione di Elena Cantoni, Vicenza, BEAT, 2023, ISBN 979-12-550-2043-1.

### Serie Jack & Susan
- Jack and Susan in 1953 (1985)
- Jack and Susan in 1913 (1986)
- Jack and Susan in 1933 (1987)

### Altri romanzi
- The Amulet (1979)
- Cold Moon Over Babylon (1980)
- Gli Aghi d’Oro (Gilded Needles, 1980), Vicenza, Neri Pozza BEAT, 2024 traduzione di Elena Cantoni ISBN 978-88-545-2919-9.
- The Elementals (1981)
- Katie (1982), Vicenza, Neri Pozza BEAT, 2025
- L'inquilino senza nome (Toplin, 1985), Milano, Frassinelli, 1995 traduzione di Nuccia Agazzi ISBN 88-7684-305-1.
- Clue (1985)
- Come candele che bruciano con Tabitha Jane Spruce (Candles Burning, 2006), Milano, Sperling & Kupfer, 2010 traduzione di Annalisa Garavaglia ISBN 978-88-200-4851-8.

### Romanzi firmatiAxel Young
- Blood Rubies con Dennis Schuetz (1982)
- Wicked Stepmother con Dennis Schuetz (1983)

### Romanzi firmatiNathan Aldyne
- Vermillion con Dennis Schuetz (1980)
- Cobalt con Dennis Schuetz (1982)
- Slate con Dennis Schuetz (1984)
- Canary con Dennis Schuetz (1986)

### Romanzi firmatiPreston Macadam
- Michael Sheriff, The Shield: African Assignment (1985)
- Michael Sheriff, The Shield: Arabian Assault (1985)
- Michael Sheriff, The Shield: Island Intrigue (1985)

## Filmografia (parziale)

### Cinema
- Beetlejuice - Spiritello porcello (Beetlejuice), regia di Tim Burton (1988) (sceneggiatura)
- I delitti del gatto nero (Tales from the Darkside: The Movie), regia di John Harrison (1990) (soggetto)
- Nightmare Before Christmas (Tim Burton's The Nightmare Before Christmas), regia di Henry Selick (1993) (adattamento)
- L'occhio del male (Thinner), regia di Tom Holland (1996) (sceneggiatura)

### Televisione
- Alfred Hitchcock presenta (Alfred Hitchcock Presents) – serie TV, episodio 1x19 (1986)
- Storie incredibili (Amazing Stories) – serie TV, episodio 2x02 (1986)
- Un salto nel buio (Tales from the Darkside) – serie TV, 11 episodi (1984-1988)
- I racconti della cripta (Tales from the Crypt) – serie TV, episodio 1x05 (1989)
- Monsters – serie TV, episodi 1x24-2x19 (1989-1990)
- A scuola di horror (Bone Chillers) – serie TV, episodio 1x04 (1996)

## Premi e riconoscimenti
Saturn Award per la migliore sceneggiatura
- 1990 finalista assieme a Warren Skaaren per Beetlejuice - Spiritello porcello